# Saison 4 de Malcolm
Chronologie
Saison 3 de Malcolm Saison 5 de Malcolm
Cet article présente le guide des épisodes de la quatrième saison de la série télévisée Malcolm.

## Distribution

### Acteurs principaux
- Frankie Muniz (VF : Brice Ournac) : Malcolm
- Jane Kaczmarek (VF : Marion Game) : Loïs
- Bryan Cranston (VF : Jean-Louis Faure) : Hal
- Christopher Kennedy Masterson (VF : Cédric Dumond) : Francis
- Justin Berfield (VF :  Donald Reignoux) : Reese
- Erik Per Sullivan (VF : Yann Peyroux) : Dewey
- James Rodriguez et Lukas Rodriguez : Jamie (épisodes 21 et 22)

## Épisodes

### Épisode 1:Zizanie au zoo
- États-Unis : 3 novembre 2002 sur FOX
- France : 13 octobre 2003 sur M6

- États-Unis : 11,6 millions de téléspectateurs
- France : 8,2 millions de téléspectateurs

- Kenneth Mars (Otto)

### Épisode 2:Humilithon
- États-Unis : 10 novembre 2002 sur FOX
- France : 14 octobre 2003 sur M6

- États-Unis : 10,8 millions de téléspectateurs
- France : 8,7 millions de téléspectateurs

- Kenneth Mars (Otto)

### Épisode 3:Famille je vous hais
- États-Unis : 17 novembre 2002 sur FOX
- France : 15 octobre 2003 sur M6

- États-Unis : 11,2 millions de téléspectateurs
- France : 7,3 millions de téléspectateurs

- Christopher Lloyd (Walter,  le père de Hal)
- Brenda Strong (Amelia)
- Emy Coligado (Piama)

### Épisode 4:Sois belle et tais-toi
- États-Unis : 24 novembre 2002 sur FOX
- France : 16 octobre 2003 sur M6

- États-Unis : 9,7 millions de téléspectateurs
- France : 7,6 millions de téléspectateurs

- Kenneth Mars

### Épisode 5:C’est pas moi, c’est lui!
Pour les articles homonymes, voir C’est pas moi, c’est lui (homonymie).
- États-Unis : 1er décembre 2002 sur FOX
- France : 17 octobre 2003 sur M6

- États-Unis : 9,9 millions de téléspectateurs
- France : 6,6 millions de téléspectateurs

- Kenneth Mars

### Épisode 6:Touche pas à ma fille
- États-Unis : 15 décembre 2002 sur FOX
- France : 20 octobre 2003 sur M6

- États-Unis : 8,8 millions de téléspectateurs
- France : 7 millions de téléspectateurs

- Kenneth Mars

### Épisode 7:Bouche cousue
- États-Unis : 5 janvier 2003 sur FOX
- France : 21 octobre 2003 sur M6

- États-Unis : 9,5 millions de téléspectateurs
- France : 7,1 millions de téléspectateurs

### Épisode 8:Les Mystères de l’ouest
- États-Unis : 12 janvier 2003 sur FOX
- France : 22 octobre 2003 sur M6

- États-Unis : 9 millions de téléspectateurs
- France : 6,4 millions de téléspectateurs

- Kenneth Mars

### Épisode 9:Grand-mère attaque
- États-Unis : 2 février 2003 sur FOX
- France : 23 octobre 2003 sur M6

- États-Unis : 9,6 millions de téléspectateurs
- France : 5,8 millions de téléspectateurs

Piama, Francis et la mère de Loïs sont venus rendre visite à leur famille en même temps. Malcolm, à cause de cela, se retrouve obligé de dormir dans une tente. Au moment où Ida s'en va, elle glisse sur une feuille morte et se retrouve à l’hôpital. De retour à la maison, elle décide de poursuivre sa fille et son gendre en justice. Au même moment, Loïs apprend qu'elle est enceinte. L'avocat renonce finalement à aider Ida qui se fait jeter dehors par sa famille.
- Anecdote : Lorsque les quatre frères et Piama regardent la télé, on peut entendre le générique des Pierrafeu.

### Épisode 10:Si les garçons étaient des filles
- États-Unis : 9 février 2003 sur FOX
- France : 24 octobre 2003 sur M6

- États-Unis : 8,4 millions de téléspectateurs
- France : 6,8 millions de téléspectateurs

- Lisa Foiles (Mallory)
- Mimi Paley (Renee)
- Jennette McCurdy (Daisy)

C'est la Saint-Valentin ! Toute la famille se rend au centre commercial. Hal doit trouver le cadeau idéal pour Loïs, alors que celle-ci oblige ses fils à acheter des vêtements pour toute une année scolaire. Après la question d'Hal sur ses préférences à propos du sexe de son futur enfant, Loïs se demande durant tout l'épisode comment serait sa vie si ses enfants étaient des filles. Dans un premier temps ravie, elle découvre que la situation n'aurait pas été mieux. Renee (Reese) serait brutale et enceinte, Mallory (Malcolm) serait une enfant gâtée, Daisy (Dewey) une sale peste, et Frances (Francis) une fille de joie. Quant à Hal, il serait devenu obèse.
- Anecdote : Pour cet épisode, Christopher Masterson  est le seul acteur à avoir joué la version féminine de son personnage.

### Épisode 11:Tu seras un homme, mon fils
- États-Unis : 2 mars 2003 sur FOX
- France : 27 octobre 2003 sur M6

- États-Unis : 8 millions de téléspectateurs
- France : 7 millions de téléspectateurs

- Kenneth Mars
- Lester Speight : Samuel, le détenu

### Épisode 12:Tolérance zéro
- États-Unis : 9 mars 2003 sur FOX
- France : 28 octobre 2003 sur M6

- États-Unis : 8,9 millions de téléspectateurs
- France : 6,5 millions de téléspectateurs

- Kenneth Mars

### Épisode 13:Sexe, mensonges et vidéo
- États-Unis : 16 mars 2003 sur FOX
- France : 29 octobre 2003 sur M6

- États-Unis : 9,3 millions de téléspectateurs
- France : 4,6 millions de téléspectateurs

- Hayden Panettiere (Jessica)

Jane Kaczmarek est absente de l'épisode.

### Épisode 14:Le bon copain
Cet article possède un paronyme, voir Les Bons Copains.
- États-Unis : 30 mars 2003 sur FOX
- France : 30 octobre 2003 sur M6

- États-Unis : 8,8’millions de téléspectateurs
- France : 5,5 millions de téléspectateurs

- Craig Lamar Traylor (Stevie)
- Beth Grant (Dorene)
- Kenneth Mars (Otto)

### Épisode 15:Le Grand Déballage
- États-Unis : 6 avril 2003 sur FOX
- France : 31 octobre 2003 sur M6

- États-Unis : 10 millions de téléspectateurs
- France : 5,1 millions de téléspectateurs

- Kenneth Mars (Otto)
- Meagen Fay (Gretchen)
- David Anthony Higgins (Craig)

### Épisode 16:Les grands esprits se rencontrent
- États-Unis : 13 avril 2003 sur FOX
- France : 3 novembre 2003 sur M6

- États-Unis : 9,5 millions de téléspectateurs
- France : 6,3 millions de téléspectateurs

- Kenneth Mars

### Épisode 17:Le Testament impossible
- États-Unis : 22 avril 2003 sur FOX
- France : 4 novembre 2003 sur M6

- États-Unis : 8,9 millions de téléspectateurs
- France : 5,6 millions de téléspectateurs

- Luise Rainer

### Épisode 18:Plus on est de fous, moins on rit!
- États-Unis : 27 avril 2003 sur FOX
- France : 5 novembre 2003 sur M6

- États-Unis : 7,6 millions de téléspectateurs
- France : 4,8 millions de téléspectateurs

- Nick Wechsler (Donnie)
- Danielle Panabaker (Kathy)
- David Anthony Higgins (Craig)

### Épisode 19:Mise à nu
- États-Unis : 4 mai 2003 sur FOX
- France : 6 novembre 2003 sur M6

- États-Unis : 9 millions de téléspectateurs
- France : 5,1 millions de téléspectateurs

- Jason Alexander (Léonard)
- Craig Lamar Traylor (Stevie)
- Kenneth Mars (Otto)

- Reese  n'apparaît que dans trois scènes lors de cet épisode.
- On peut voir un paquet de cigarettes de la marque Morley dans la main de Leonard, marque fictive de cigarettes notamment popularisée par la série X-Files.

### Épisode 20:Le Bébé [1/2]
- États-Unis : 11 mai 2003 sur FOX
- France : 7 novembre 2003 sur M6

- États-Unis : 8,7 millions de téléspectateurs
- France : 5,4 millions de téléspectateurs

- Gary Anthony Williams (Abe)
- Cloris Leachman (Ida)

### Épisode 21:Le Bébé [2/2]
- États-Unis : 18 mai 2003 sur FOX
- France : 10 novembre 2003 sur M6

- États-Unis : 9,5 millions de téléspectateurs
- France : 6 millions de téléspectateurs

- Gary Anthony Williams (Abe)
- David Anthony Higgins (Craig)
- Cloris Leachman (Ida)

- Aucun commentaire n'est fait à la caméra durant l'épisode.

- Cet épisode est le dernier dans lequel Lloyd apparaît

### Épisode 22:Les Arnaqueurs
Pour les articles homonymes, voir Les Arnaqueurs.
- États-Unis : 18 mai 2003 sur FOX
- France : 11 novembre 2003 sur M6

- États-Unis : 9,8 millions de téléspectateurs
- France : 6,5 millions de téléspectateurs

- Kenneth Mars